# Marea Ionică

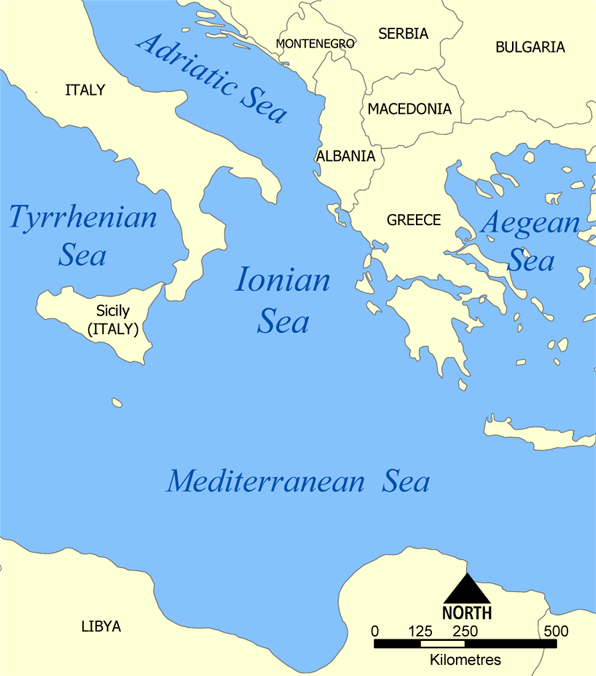
Marea Ionică

Marea Ionică (în greacă Ιóνιo Πέλαγoς, în italiană Mar Ionio, în albaneză Deti Ion) este parte componentă a Mării Mediterane, fiind situată la sud de strâmtoarea Otranto dintre regiunea Apulia din Italia și Albania.
Țărmurile ei estice sunt sudul Albaniei și vestul Greciei; aceasteia din urmă îi aparțin Insulele Ionice: Corfu, Zakynthos, Cefalonia, Itaca și Lefkada. În vest Marea Ionică este mărginită de sudul Italiei și Sicilia. Între Apulia și Calabria se găsește golful Tarent.
Marea Ionică are trecere directă spre Marea Egee prin Golful Corint și Canalul Corint.
Marea Ionică are o adâncime maximă de 4.206 m și este renumită pentru apele ei liniștite, fiind adecvată pentru amatorii de sporturi nautice.